# Aiceona actinodaphnis
Aiceona actinodaphnis är en insektsart som beskrevs av Takahashi, R. 1921. Aiceona actinodaphnis ingår i släktet Aiceona och familjen långrörsbladlöss. Inga underarter finns listade i Catalogue of Life.